# 石川康平
石川 康平（いしかわ こうへい、2000年9月11日 - ）は、日本の現代音楽の作曲家。

## 来歴
2000年（平成12年）に東京都渋谷区に生まれる。幼い頃は音楽とは無縁であり、暫くは音楽に親しみがない環境で育つ。その後は13歳でピアノ、18歳で作曲を始める。
2016年（平成28年）に東邦音楽大学附属東邦第二高等学校にピアノ科で入学し、18歳の頃に同高校作曲科に転科。当時作曲を森垣桂一、井上淳司に師事する。
2019年（平成31年）に京都市立芸術大学作曲科に入学し、当時音楽理論と作曲を酒井健治、中村典子、岡田加津子に師事する。
2021年（令和3年）に京都からパリに渡り、ブローニュ＝ビヤンクール地方音楽院にて作曲をJean-Luc Hervé、Allain Gaussinに師事している。
作品はこれまでに、Luisa Curinga、Fabio Battistelli、Luca Marziali、Federico Bracalente、佐藤一紀、林のぞみ、林裕、古部賢一、中川日出鷹、碇山典子など国内外の演奏家、Gabriele Bonolisなどの著名な指揮者などにより演奏されている。

## 作風
2019年（平成31年）に公開された室内楽曲“人一人一人”により公開された。石川の作曲コンセプトは、全てのもの、人間の動きを言語化し、それを独自のセリエルを用いて音楽言語に翻訳するというものである。それを実現できるようにするには音楽の複雑美を追求する必要があり、その曲に関わる全ての音楽家、聴衆は超人的になる必要があると語る。

## 主要作品
室内楽作品
- 人一人一人 （2020）for oboe, basson, piano, violin, viola and violoncello.
- lsq （2023）for flute, clarinet, percussion, piano, violin, viola and violoncello.
- Regional Horizon （2018）for flute, clarinet, violin and violoncello.

ソロ作品
- Aqua （2019）for horn.